# Coşkun Kırca
Coşkun Kırca (* 27. März 1927 in Istanbul; † 24. Februar 2005 ebenda) war ein türkischer Journalist, Diplomat und Politiker.

## Leben
Kırca besuchte das Şişli Terakki Lisesi und das Galatasaray-Gymnasium und studierte anschließend Rechtswissenschaften an der Istanbul Üniversitesi und in Paris. 1950 ging er als Beamter in das Außenministerium und arbeitete unter anderem für den ständigen Vertreter der Türkei bei der NATO. 1956 verließ er das Ministerium und unterrichtete 1956/57 an der Ankara Üniversitesi. Anschließend schrieb er als Journalist für Tageszeitungen und wurde Leiter des Hauptstadtbüros der Tageszeitung Vatan. 1960/61 war er Mitglied der verfassungsgebenden Versammlung nach dem Militärputsch in der Türkei 1960. 1961 wurde er für die Cumhuriyet Halk Partisi zwei Legislaturperioden Abgeordneter der Großen Nationalversammlung der Türkei für Istanbul. 1967 wechselte er zur Cumhuriyetçi Güven Partisi (CGP), weil er den linken Reformideen Bülent Ecevits nicht zustimmen wollte.
1968 kehrte er zum Außenministerium zurück. Von 1970 bis 1976 war er Ständiger Vertreter der Türkei bei den Vereinten Nationen in Genf, von 1976 bis 1978 Ständiger Vertreter der Türkei bei der NATO und ab 1980 Ständiger Vertreter der Türkei bei den Vereinten Nationen in New York.
Anfang des Jahres 1985 berief ihn die türkische Regierung zum Botschafter in Ottawa. Am 12. März 1985 verübten drei armenische Terroristen der Armenischen Geheimarmee zur Befreiung Armeniens einen Anschlag auf Kırca. Sie stürmten am Morgen die Botschaft. Dabei wurde ein kanadischer Sicherheitsbeamter getötet. Kırca rettete sich durch einen Sprung aus dem Fenster in den rückwärtigen Garten. Dabei erlitt er mehrere Knochenbrüche.
Ab Januar 1986 war Kırca wieder als Journalist tätig und schrieb für Tageszeitungen und politische Magazine wie Vatan, Akis, Yeni Vatan, Cumhuriyet, Hürriyet, Milliyet, Sabah und Akşam.
1991 kehrte Kırca in die Politik zurück. Für die Doğru Yol Partisi (DYP) wurde er Abgeordneter für Istanbul in der türkischen Nationalversammlung. 1992 gründete er mit anderen die Galatasaray Üniversitesi. 1995 war er Außenminister und Staatsminister. 1996 verließ er die Politik. Er wandte sich wieder vermehrt dem Schreiben von Artikeln zu und lehrte an der Galatasaray Üniversitesi.
Kırca starb im Alter von 78 Jahren in Istanbul an einem Herzinfarkt. Er wurde auf dem Friedhof Feriköy bestattet. Er war verheiratet und hatte drei Kinder.